# Germán Pezzella
Germán Alejo Pezzella, ne le 27 juin 1991 à Bahía Blanca en Argentine, est un footballeur international argentin qui évolue au poste de défenseur central à River Plate.

## Biographie

### Débuts en Argentine
Avec l'équipe de River Plate, Germán Pezzella joue 4 matchs en Copa Libertadores, 13  matchs en Copa Sudamericana (2 buts), et un match en Recopa Sudamericana. Il remporte la Copa Sudamericana en 2014 puis la Recopa Sudamericana en 2015.

### Betis Séville
Lors de la saison 2015-2016, Pezzella est transféré au Betis Séville.

### ACF Fiorentina
En août 2017, Pezzella rejoint le club de la Fiorentina en prêt du Betis Séville. Le 30 mai 2018, il est acheté définitivement par la Fiorentina pour 11 millions d'euros. Pezzella est nommé capitaine de la Fiorentina en 2018, succédant à Davide Astori, décédé cette même année.

### Retour au Betis Séville
Le 19 août 2021, Germán Pezzella revient finalement au Betis Seville ; qui l'a acheté environ 4 millions d'euros, et signe un contrat de quatre ans. Il a pour fonction de remplacer numériquement Aïssa Mandi.
Devenu un des capitaines du groupe, Pezzella est en février 2024 le joueur de la saison 2023-2024 le plus utilisé par l'entraîneur Manuel Pellegrini. Il signe à cette date une prolongation de son contrat jusqu'en juin 2026.

### En équipe nationale
Avec les moins de 20 ans, Germán Pezzella participe au championnat sud-américain des moins de 20 ans en 2011. Les Argentins se classent troisième lors de cette compétition organisée au Pérou. Cette performance lui permet de participer à la Coupe du monde des moins de 20 ans 2011 qui se déroule en Colombie. Lors du mondial junior, il joue trois matchs : contre le Mexique, l'Angleterre, et la Corée du Nord.
Pré-sélectionné pour la Coupe du monde 2018, il n'est pas retenu dans la liste finale. Le 11 novembre 2022, il est sélectionné par Lionel Scaloni pour participer à la Coupe du monde 2022.

## Statistiques

### En sélection nationale
| Saison                | Sélection             | Phases finales        | Phases finales | Phases finales | Phases finales | Éliminatoires CDM | Éliminatoires CDM | Éliminatoires CDM | Matchs amicaux | Matchs amicaux | Matchs amicaux | Total | Total | Total |
| Saison                | Sélection             | Compétition           | M              | B              | Pd             | M                 | B                 | Pd                | M              | B              | Pd             | M     | B     | Pd    |
| --------------------- | --------------------- | --------------------- | -------------- | -------------- | -------------- | ----------------- | ----------------- | ----------------- | -------------- | -------------- | -------------- | ----- | ----- | ----- |
| 2017-2018             | Argentine             | Coupe du monde 2018   | -              | -              | -              | 0                 | 0                 | 0                 | 2              | 0              | 0              | 2     | 0     | 0     |
| 2018-2019             | Argentine             | Copa América 2019     | 6              | 0              | 0              | -                 | -                 | -                 | 5              | 1              | 0              | 11    | 1     | 0     |
| 2019-2020             | Argentine             | -                     | -              | -              | -              | -                 | -                 | -                 | 3              | 1              | 0              | 3     | 1     | 0     |
| 2020-2021             | Argentine             | Copa América 2021     | 6              | 0              | 0              | 1                 | 0                 | 0                 | -              | -              | -              | 7     | 0     | 0     |
| 2021-2022             | Argentine             | Finalissima 2022      | 1              | 0              | 0              | 5                 | 0                 | 0                 | 1              | 0              | 0              | 7     | 0     | 0     |
| 2022-2023             | Argentine             | Coupe du monde 2022   | 3              | 0              | 0              | -                 | -                 | -                 | 5              | 1              | 0              | 8     | 1     | 0     |
| 2023-2024             | Argentine             | Copa América 2024     | 1              | 0              | 0              | 1                 | 0                 | 0                 | 1              | 0              | 0              | 3     | 0     | 0     |
| 2024-2025             | Argentine             | -                     | -              | -              | -              | 0                 | 0                 | 0                 | -              | -              | -              | 0     | 0     | 0     |
| Total sur la carrière | Total sur la carrière | Total sur la carrière | 17             | 0              | 0              | 7                 | 0                 | 0                 | 17             | 3              | 0              | 41    | 3     | 0     |

## Palmarès

### En club
| River Plate (4) : | Betis Séville (1) :                        |
| --- | ------------------------------------------ |
| - Championnat d'Argentine (1) : - Champion : 2014 - Champion d'Argentine de deuxième division (1) : - Champion : 2012 - Copa Sudamericana (1) : - Vainqueur : 2014 - Recopa Sudamericana (1) : - Vainqueur : 2015 | - Coupe d'Espagne (1) : - Vainqueur : 2022 |

### En sélection nationale
| Argentine (4) : |
| --- |
| - Coupe du monde (1) : - Vainqueur : 2022 - Copa America (1) : - Vainqueur : 2021 - Coupe des champions CONMEBOL–UEFA (1) : - Vainqueur : 2022 |